# June Knight

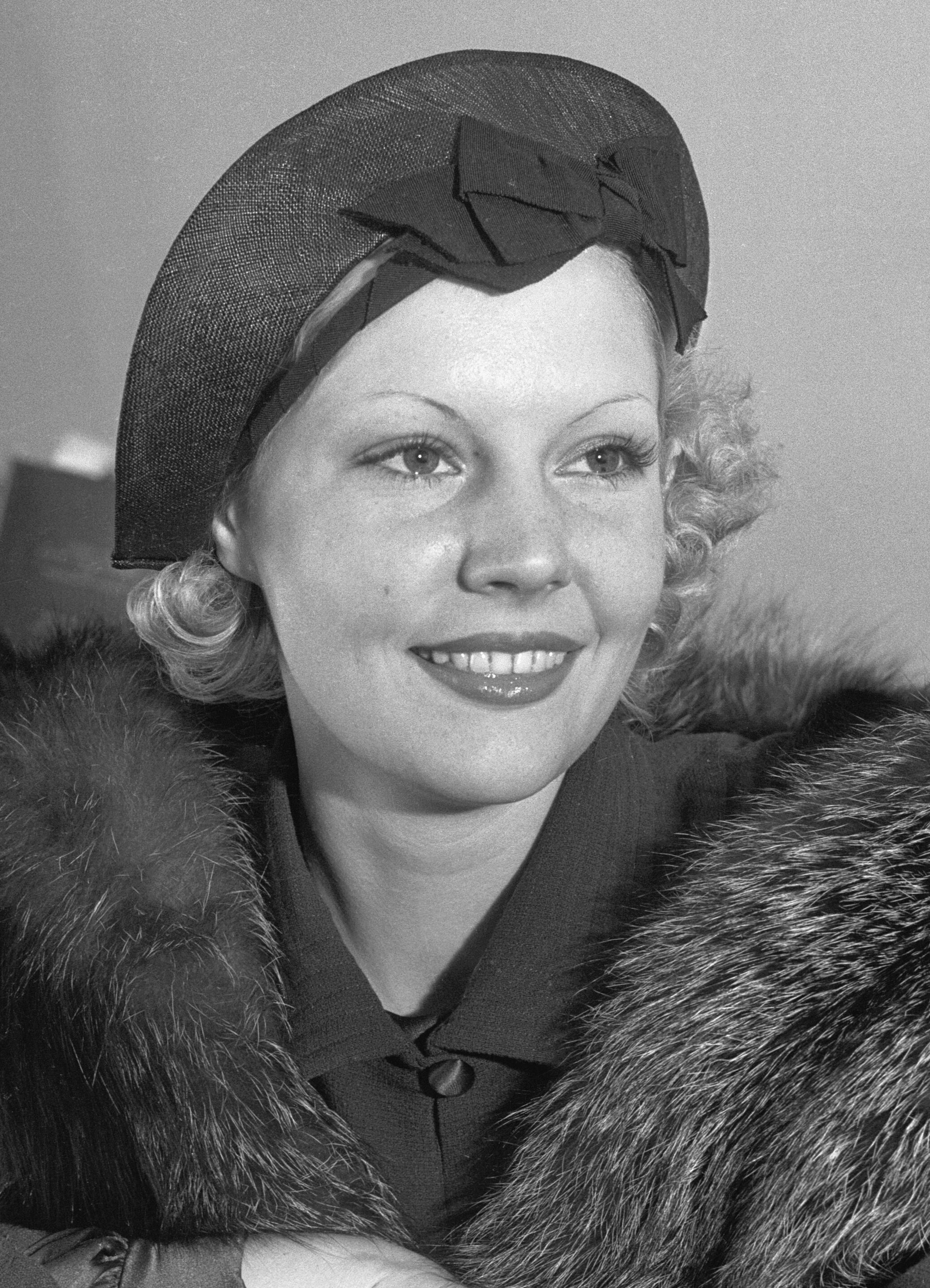
June Knight (1935)

June Knight (eigentlich Margaret Rose Valliquietto; * 22. Januar 1913 in Los Angeles, Kalifornien; † 16. Juni 1987 ebenda) war eine US-amerikanische Schauspielerin, Sängerin und Tänzerin, die sowohl in Hollywood als auch am Broadway Bekanntheit erlangte. 1935 wurde sie zur ersten Interpretin des Lieds Begin the Beguine.

## Leben
June Knight war das einzige Kind der Süßwarenladenbesitzer Holley Peter und Beryl Valliquietto (auch Vallikett geschrieben). Ihre ersten Lebensjahre befand sie sich in körperlich schlechter Verfassung. Sie erkrankte im Alter von vier Jahren an Tuberkulose und konnte aufgrund einer Poliomyelitis bis zu ihrem fünften Lebensjahr nicht laufen. Zudem litt Knight in ihrer Kindheit an Diphtherie, Mastoiditis und an einer schweren Lungenentzündung. Nachdem sich ihr Gesundheitszustand verbessert hatte, absolvierte sie mit zehn Jahren ihre ersten Tanz- und Gesangsauftritte.
June Knights professionelle Karriere begann 1930 als Tanzpartnerin des Tänzers John Holland. Hierbei nahm sie auch ihren Künstlernamen an, den zuvor bereits Hollands ehemalige Partnerin trug. Mit 19 Jahren trat Knight in der von den Ziegfeld Follies produzierten Show Hot-Cha! am New Yorker Broadway auf. Es folgten weitere Shows und Musicals. Unter anderem sang sie 1935 in der Uraufführung von Jubilee als erste Interpretin das Stück Begin the Beguine, das später in den Versionen vieler bekannter Musikstars wie Fred Astaire, Bing Crosby oder Frank Sinatra Bekanntheit erlangte.
Ihre erste kleine Filmrolle spielte Knight 1930 in Madam Satan. Bis 1940 folgten elf weitere Filmauftritte. Zu ihren bekanntesten Rollen zählt die der Lillian Brent im Musikfilm Broadway-Melodie 1936, in dem sie mit ihrem Filmpartner Robert Taylor das Stück I’ve Got a Feelin’ You’re Foolin singt. Bekanntheit erlangte zudem ihr Auftritt als Grace Gatwick in der Komödie Gewagtes Spiel von 1938. Anschließend beendete Knight ihre Filmkarriere nach nur zehn Jahren wieder. Als Sängerin und Theaterdarstellerin blieb sie noch bis 1947 aktiv.
June Knight war viermal verheiratet. Die ersten beiden Ehen wurden geschieden, ihr dritter Ehemann Carl B. Squier starb 1967. Ihre vierte Ehe mit Jack Buehler dauerte von 1969 bis zu ihrem Tod an. June Knight starb am 16. Juni 1987 im Alter von 74 Jahren an den Folgen eines Schlaganfalls in ihrer Heimatstadt Los Angeles. Sie wurde auf dem Valhalla Memorial Park Cemetery bestattet.
Für ihre Verdienste in der Filmindustrie erhielt June Knight einen Stern auf dem Hollywood Walk of Fame auf Höhe des 6247 Hollywood Boulevard.

## Filmografie
- 1930: Madam Satan
- 1933: Ladies Must Love
- 1933: Take a Chance
- 1934: Cross Country Cruise
- 1934: Gift of Gab
- 1934: Wake Up and Dream
- 1935: Redheads on Parade
- 1936: Broadway-Melodie 1936 (Broadway Melody of 1936)
- 1937: The Lilac Domino
- 1938: Vacation from Love
- 1938: Gewagtes Spiel (Break the News)
- 1940: The House Across the Bay